# Deutsche Partei (Rumänien)
Die Deutsche Partei (DP) oder Deutsche Volkspartei (DVP) (rumänisch Partidul German din România, PGR) war die größte Partei bzw. Fraktion der deutschen Minderheit in Großrumänien von 1919 bis 1938.

## Parteigeschichte

### Ausrichtung
Die Deutsche Partei hat eine recht lange Entstehungszeit hinter sich. Sie wurde auf Initiative eines Teils des Bourgeoisie am 6. September 1919 in Timișoara im Vorfeld der rumänischen Novemberwahlen gegründet. Nach und nach dehnte sie sich auf Siebenbürgen, das Banat, die Bukowina und Bessarabien aus, Gebiete mit einer beträchtlichen Anzahl Volksdeutscher. Ihre Führungsorgane wurden in Generalversammlungen oder in Kongressen gewählt. Die Partei war der politische Ausdruck der Verband der Deutschen in Großrumänien (UGR; rumänisch: Uniunea Germanilor din România), die ein breites Spektrum an Aktivitäten (politisch, kulturell, religiös und wirtschaftlich) abdeckte. Obwohl sie behauptete, für alle einheimischen Deutschen zu sprechen, vertrat die Partei in Wirklichkeit überwiegend die Interessen der wohlhabendsten Schicht dieser nationalen Minderheit.

### Gründung
Der Prozess der Gründung der Deutschen Partei begann 1919 und endete 1921. Zunächst gründeten die Siebenbürger Sachsen ihre eigenen politischen Parteien, die Sächsische Partei (Partidul Sas) und die Nationale Sächsische Partei (Partidul Național Săsesc), ebenso wie die Banater Schwaben die Schwäbische Partei (Partidul Șvab) und die Nationale Schwäbische Partei (Partidul Șvab Național). Auf dem Kongress in Czernowitz im September 1921 wurde der Verband der Deutschen in Großrumänien gegründet, die von einem Nationalrat geleitet wurde und deren Präsident Rudolf Brandsch war. Die Sachsen schlossen sich mit der Mediaș-Resolution vom 8. Januar 1919 und die Schwaben mit der Timișoara-Resolution vom 10. August 1919 dem Akt der Vereinigung Siebenbürgens und des Banats mit Rumänien an.

### Programm
Das 1919 verabschiedete Programm, das im Wesentlichen während der gesamten Zwischenkriegszeit (1918–1939) unverändert blieb, forderte die Umsetzung der am 1. Dezember 1918 von der Nationalversammlung in Alba Iulia verabschiedeten Resolution über die Minderheiten, die Achtung der durch die rumänische Gesetzgebung garantierten Rechte und Freiheiten sowie die Förderung bestimmter spezifischer Interessen, wie kulturelle Rechte, muttersprachliche Erziehung, das Recht, Schulen und andere Einrichtungen zu gründen, die durch Sonderbeiträge der deutschen Bevölkerung unterhalten werden, das Recht, sich zu religiösen, kulturellen, wirtschaftlichen und anderen Zwecken zusammenzuschließen. Ein zentrales Anliegen war die Anerkennung der UGR durch die aufeinanderfolgenden Regierungen als eigenständige Einheit innerhalb Rumäniens, die das Recht hat, im Namen aller ethnischen Deutschen zu sprechen. Die Deutsche Partei kämpfte für eine immer stärkere Vertretung der deutschen Minderheit in der Nationalversammlung sowie in den Kreis- und Kommunalräten.

### Regierung
In politischer Hinsicht verfolgte die Deutsche Partei eine Strategie der Zusammenarbeit mit den rumänischen Regierungen, unabhängig derer politischen Ausrichtung, da sie davon ausging, dass sie ihre spezifischen Forderungen auf diese Weise leichter durchsetzen konnte. Die Partei nahm an den Parlamentswahlen an der Seite der Regierungspartei teil (mit Ausnahme der Wahlen von 1927, bei denen sie sich mit der Magyar-Partei verbündete) und gewann jedes Mal zwischen 10 und 15 Sitze in der Abgeordnetenkammer. Sie stellt eine bedeutende Anzahl von Gemeinde- und Komitatsräten und in Gemeinden mit hohem deutschem Bevölkerungsanteil sogar Bürgermeister. Rudolf Brandsch (23. April 1931 bis 20. Oktober 1932) und Hans Otto Roth (4. Juli bis 4. September 1940) waren Staatssekretär bzw. Minister für Minderheiten. Die Deutsche Partei organisierte zahlreiche Versammlungen und gab eine Vielzahl von Zeitungen und Zeitschriften heraus, in denen sie für ihre politischen Ziele warb. Ihr Organ war das Siebenbürgische Deutsche Tageblatt, das von 1919 bis 1944 erschien.

### Einfluss des Nationalsozialismus
Nach 1930 begann das nationalsozialistische Gedankengut in die Deutsche Partei einzusickern. Gefördert wurde dieser Trend durch Fritz Fabritius, der im Mai 1932 die Nationalsozialistische Selbsthilfebewegung der Deutschen in Rumänien (NSDR; rumänisch: Mișcarea de Întrajutoare a Germanilor din România; deutsch: Hilfsbewegung für die Deutschen in Rumänien) gründete. Im Mai 1933 gründete Fabritius die Nationalsozialistische Partei der Deutschen in Rumänien (PNSGR; rumänisch: Partidul Național-Socialist al Germanilor din România), die nationalsozialistisches Gedankengut propagierte und Jugendlager organisierte. Die Mitglieder dieser Partei trugen Uniformen und verwendeten das Hakenkreuz als Symbol. Um nicht auf Grundlage des Protokolls der Regierung Ion Duca vom 9. Dezember 1933 aufgelöst zu werden, nahm die PNSGR den Namen Nationale Erneuerungsbewegung der Deutschen in Rumänien (NEDR; rumänisch: Mișcarea de Reînnoire Națională a Germanilor din România) an. Der Versuch der Umgehung blieb nicht unentdeckt, und am 7. Juli 1934 beschloss die Regierung, die Arbeitslager zu verbieten und die NEDR aufzulösen, da sie „nach den geltenden Gesetzen verbotene Tätigkeiten“ ausübte.

### Dissonanzen und Abspaltung
Am 22. November 1933 wurde Otto Fritz Jikeli, der die Ideen von Fabritius weiterverfolgte, zum Präsidenten des Sächsischen Nationalrats (rumänisch: Consiliul Național Săsesc) gewählt, woraufhin er sich zu einem Anhänger der nationalsozialistischen Konzeption erklärte. Einige Führer forderten Jikeli heraus, so dass Fabritius am 30. April 1935 persönlich die Kontrolle über den Sächsischen Nationalrat übernahm. Am 22. Oktober desselben Jahres wurde Fabritius zum Vorsitzenden des Verbands der Deutschen in Großrumänien und dann auch der Deutschen Partei gewählt. Die Dissonanzen innerhalb der Partei hielten an: Im April 1935 gründete Alfred Bonfert die Deutsche Volkspartei Rumäniens (DVR) und warf Fabritius eine versöhnliche Haltung gegenüber den demokratischen Führern der Deutschen Partei vor. Bei den Wahlen von 1937 ging die Deutsche Partei ein Wahlbündnis mit der regierenden Nationalliberalen Partei (PNL) ein, und dann, im Vorfeld der Wahlen von 1938, die nie stattfanden, mit der regierenden Christlich-Nationalen Partei (PNC).

### Auflösung
Die Deutsche Partei wurde, wie alle anderen in Rumänien existierenden Parteien, am 30. März 1938 aufgelöst. Sie setzte jedoch ihre Tätigkeit auf Kaderebene unter dem Deckmantel der Gemeinschaft der Deutschen in Rumänien (rumänisch: Comunitatea Germanilor din România) fort, die sich am 10. Januar 1939 der Nationalen Front der Renaissance (FRN; rumänisch: Frontul Renașterii Naționale) anschloss. Am 27. Oktober 1938 schlossen sich die Deutsche Volkspartei und die Deutsche Partei auf Befehl der NS-Diktatur zusammen. Am 20. November 1940, in der Zeit des rumänischen Nationalen Legionärsstaates, als sich viele Tausend deutsche Truppen auf rumänischem Boden befanden, wurde die Deutsche Volksgruppe in Rumänien (GEGR; rumänisch: Grupul Etnic German din România) gegründet und zu einer „rumänischen juristischen Person des öffentlichen Rechts“ erklärt. Alle rumänischen Staatsbürger deutscher Herkunft wurden offiziell in die Organisation aufgenommen. Der Vertreter des „nationalen Willens der deutschen Volksgruppe Rumäniens“ war die Nationalsozialistische Arbeiterpartei der Deutschen Volksgruppe in Rumänien (NSDAP). Nach der Niederschlagung des Legionärsaufstandes im Januar 1941 blieb die NSDAP bis zum Putsch vom 23. August 1944 die einzige legale politische Organisation in Rumänien. Der Leiter der GEGR und der örtlichen NSDAP war Andreas Schmidt, der direkt von Berlin ernannt wurde. Einige Mitglieder der GEGR forderten die Eingliederung Siebenbürgens und des Banats in einen eigenen Staat namens Donauland, der ein Protektorat des Dritten Reichs sein sollte. Die GEGR, die mit Terror gegen Deutschstämmige vorging, die ihre nationalsozialistische Ideologie nicht teilten, wurde mit dem Gesetzesdekret vom 7. Oktober 1944 aufgelöst.
Die Vorsitzenden waren:
| Amtsperiode | Vorsitzender                 |
| ----------- | ---------------------------- |
| 1921–1931   | Rudolf Brandsch (1880–1953)  |
| 1931–1935   | Kaspar Muth (1876–1966)      |
| 1935–1939   | Fritz Fabritius (1883–1957)  |
| 1939–1940   | Wolfram Bruckner (1903–1979) |
| 1940–1944   | Andreas Schmidt (1912–1948)  |

## Volksräte
Die Vorsitzenden der lokalen Volksräte (ab 1935: Gaue der Volksgemeinschaft) waren:

### Siebenbürgen
In Siebenbürgen bestand der Deutschsächsische Volksrat oder Deutsche Volksrat für Siebenbürgen mit folgenden Vorsitzenden:
| Amtsperiode | Vorsitzender                   |
| ----------- | ------------------------------ |
| 1918–1919   | Adolf Schullerus (1864–1928)   |
| 1919–1928   | Rudolf Brandsch (1880–1953)    |
| 1928–1933   | Otto Fritz Jickeli (1866–1939) |
| 1933–1935   | Adolf Schullerus (1888–1960)   |
| 1935–1939   | Helmut Wolff (1897–1971)       |
| 1939–1940   | Otto Fritz Jickeli             |
| 1940–1943   | Kurt Fromm (1904–1963)         |

### Bukowina
In der Bukowina bestand vom 18. September 1918 bis Oktober 1940 der Deutsche Volksrat für die Bukowina mit folgenden Vorsitzenden:
| Amtsperiode | Vorsitzender                               |
| ----------- | ------------------------------------------ |
| 1918–1919   | Alfred Kohlruß (1875–1935)                 |
| 1919–1920   | Alois Lebouton (1881–1936)                 |
| 1920–1922   | Edmund Rudolf Schnirch (1880–1972)         |
| 1922–1923   | Franz Lang (1884–1966)                     |
| 1923–1935   | Heinrich Würfel                            |
| 1925–1926   | ?                                          |
| 1926–1935   | Alfred Kohlruß                             |
| 1935        | Maximilian Soniewitzki (1882–1953)         |
| 1935        | Erwin Millanich von Manderiolo (1899–1976) |
| 1935–1938   | Martin Runzer (1879–1974)                  |
| 1938–1940   | Franz Lohmer (1889–1949)                   |
| Sept. 1940  | Johann Krotky (für die Süd-Bukowina)       |

### Bessarabien
In Bessarabien bestand vom 30. Juli 1920 bis 1940 der Deutsche Volksrat für Bessarabien mit folgenden Vorsitzenden:
| Amtsperiode | Vorsitzender                   |
| ----------- | ------------------------------ |
| 1920–1926   | Christian Kalmbach (1884–1975) |
| 1926–1934   | Daniel Haase (1877–1939)       |
| 1934–1940   | Otto Broneske (1899–1989)      |

### Banat

#### Deutsch-Schwäbische Volkspartei
Für das Banat und Arad wurde am 8. September in Temeschwar die Deutsch-Schwäbische Volkspartei (DSVP) als Partei der deutschen Minderheit gegründet. Sie vertrat Positionen der bürgerlichen Mitte. In nationaler Hinsicht wurden jedoch radikale Ansichten vertreten. Vorsitzender war Michael Kausch (1877–1942). Bei den Wahlen von 1919 erreichte die Partei sechs Mandate in der Abgeordnetenkammer Großrumäniens und stellte zwei Senatoren. Die Abgeordneten waren Heinrich Anwender, Stefan Frecot, Josef Gabriel, Josef Karl, Peter Kausch und Hans Tengler. Senatoren waren Wilhelm Kopony und Karl von Möller. Im Parlament gehörten diese Abgeordneten zur Fraktion der Deutschen Partei. Auch bei den Wahlen von 1920 trat die DSVP an, erreichte aber keine Mandate.

#### Schwäbische Autonomie-Partei
Im Mai 1920 wurde die Schwäbische Autonomie-Partei (SAP) gegründet. Vorsitzender war Kaspar Muth. Die Partei vertrat konservative Positionen. Kernpunkt des Programms war die Forderung nach Autonomie der Banater Schwaben. Bei der Wahl 1920 wurden zwei Abgeordnete (neben Kaspar Muth war dies Franz Kräuter). Daneben schloss sich Senator Karl von Möller der SAP an.

#### Deutsch-Schwäbische Volksgemeinschaft
Am 13. März 1921 wurde die DSVP und SAP aufgelöst und gingen in der Deutsch-Schwäbischen Volksgemeinschaft auf. Diese Organisation, die den Volksräten der anderen Gebiete entsprach, hatte folgenden Vorsitzenden:
| Amtsperiode | Vorsitzender                                                |
| ----------- | ----------------------------------------------------------- |
| 1921–1936   | Kaspar Muth (1876–1966)                                     |
| 1936–1940   | Josef Riess (1895–1943)                                     |
| 1940–1941   | Peter Anton (1945 in sow. Kriegsgefangenschaft verschollen) |
| 1941–1944   | Hans Jung (1902–1945)                                       |

### Dobrudscha
In der Dobrudscha bestand der Verband rumänischer Staatsbürger deutscher Abstammung in der Dobrudscha zwischen dem 6. Februar 1923 und dem 28. November 1940 mit folgenden Vorsitzenden:
| Amtsperiode | Vorsitzender                      |
| ----------- | --------------------------------- |
| 1923–1927   | Michael Emanuel Leyer (1881–1931) |
| 1927–1929   | Eduard Brenner                    |
| 1929–1930   | Hans Wenzel (* 1894)              |
| 1930–1934   | Otto Mauch (1889–1958)            |
| 1934–1940   | Johannes Klukas (1896–1972)       |
| 1940        | Paul Unterschütz (1912–1943)      |

### Gau Sathmar
Im Gau Sathmar bestand vom 10. Januar 1926 bis zum 30. August 1940 die Deutsch-Schwäbische Volksgemeinschaft Gau Sathmar mit folgenden Vorsitzenden:
| Amtsperiode | Vorsitzender                  |
| ----------- | ----------------------------- |
| 1926–1936   | Fritz Winterhofen (1887–1960) |
| 1936–1940   | Stefan Wieser (1879–1970)     |

### Altreich
Im Altreich bestand von 1935 bis 1941 die Deutsche Volksgemeinschaft in Rumänien, Gau Altreich mit folgenden Vorsitzenden:
| Amtsperiode | Vorsitzender                |
| ----------- | --------------------------- |
| 1935–1940   | Gustav Sonntag              |
| 1940–1941   | Hans Reissenberger (* 1915) |

## Wahlteilnahme
1919 hatte die Deutsche Partei 14 Mandate im Abgeordnetenhaus und sechs Senatorensitze erreicht. Bei den folgenden Wahlen erfolgte die Wahl nach Gespanschaften. Dieses Wahlrecht erforderte das Treffen von Wahlabkommen, um Mandate zu erhalten. Die Deutsche Partei schloss bis auf die Wahl 1927 immer Wahlabkommen mit der jeweiligen Regierungspartei. Damit wurden jeweils zwischen acht und elf Abgeordnete und drei bis sechs Senatorensitze errungen. Lediglich bei den Wahlen 1927 schloss man ein Wahlabkommen mit der Partei der ungarischen Minderheit. Dieses Verfahren bewährte sich nicht. Es wurden nur ein Senator und sieben Abgeordnete gewonnen.